# Marco Bembo
Marco Bembo foi um diplomata veneziano e oficial colonial nas décadas de 1260 e 1270.
Juntamente com Pietro Zeno ele negociou o tratado de paz de dez anos com o imperador bizantino Miguel VIII Paleólogo, assinado em Constantinopla no dia 4 de abril de 1268. Em 1269–1270 ele serviu como um dos castelões de Coron, durante a ocasião em que lidou com o assassinato de um arquidiácono veneziano por um sebastokrator bizantino (possivelmente o meio-irmão do imperador Constantino⁣), que havia sido capturado num navio ao largo da Moreia. Em 1270–1271 ele foi Bailo de Constantinopla, e em 1273–1274 Bailo de Negroponte. Em 1275 foi enviado a uma embaixada em Génova com Giovanni Corner, e no ano seguinte foi enviado para negociar um novo tratado com o imperador bizantino, com Matteo Gradenigo. Gradenigo morreu durante as longas negociações, e o acordo de dois anos foi finalmente concluído somente por Bembo em 19 de março de 1277.